# كانغراندي الأول ديلا سكالا
كان فرانشيسكو ديلا سكالا المعرف باسم كانغراندي الأول (فيرونا، 9 مارس 1291 - تريفيزو، 22 يوليو 1329) كوندوتييرو إيطالي. كانغراندي هو الابن الثالث لألبيرتو الأول ديلا سكالا ، وأشهر أفراد أسرة ديلا سكالا التي وطد سلطتها. معروف أيضاً بكونه صديق وحامي الشاعر دانتي أليغييري ، ولكنه على وجه الخصوص كان كوندوتييرو وسياسياً عظيماً. حكم فيرونا أولا مع أخيه الأكبر ألبوينو بين عامي 1308 و1311 ثم وحده من 1311 حتى وفاته. أصبح بفضل انتصارته قائد الفصيل الغيبليني بإيطاليا العليا، ولم عسكرياً مهاراً فحسب، إنما أيضاً سياسياً حاذقاً وإدارياً فطناً وراعي فنون سخي.